# Novafrontina patens
Espèce
Novafrontina patens est une espèce d'araignées aranéomorphes de la famille des Linyphiidae.

## Distribution
Cette espèce est endémique du département de Valle del Cauca en Colombie,.

## Description
Le mâle holotype mesure 3,2 mm et la femelle paratype 3,65 mm.

## Publication originale
- Millidge, 1991 : Further linyphiid spiders (Araneae) from South America. Bulletin of the American Museum of Natural History, no 205, p. 1-199 (texte intégral).